# Макунц, Лилит Камоевна
Лилит Камоевна Макунц (арм. Լիլիթ Կամոյի Մակունց; род. 7 января 1983, Ереван, Армянская ССР, СССР) — армянский филолог и государственный деятель. С августа 2021 года занимает пост Чрезвычайного и Полномочного Посла Республики Армения в США.

## Биография
Лилит Макунц родилась 7 ноября 1983 года в Ереване. С 1990 по 1999 годы училась в столичной средней школе № 195, затем до 2003 года — на факультете романо-германской филологии Ереванского государственного университета, где получила степень бакалавра. В период с 2003 по 2005 годы училась в магистратуре того же факультета. В 2014 году защитила кандидатскую диссертацию на тему «Понятия «истина» и «ложь» с точки зрения когнитивно-практической лингвистики». Летом 2015 года прошла дипломированный курс в летней школе Флетчера при университете Тафтса в США.
С 2005 года Макунц преподавала в Российско-армянском университете; в феврале 2018 года была назначена руководителем отделения международных связей и сотрудничества вуза. С 2016 по 2018 годы работала в Корпусе мира при посольстве США.

## Политическая карьера
В течение 8 лет — с 2004 по 2012 годы — Лилит Макунц входила в совет правления Либеральной партии Армении, а также являлась лидером её молодёжной организации.
В 2012 году баллотировалась в депутаты Национального собрания Армении, однако отобраться в Парламент не смогла.
12 мая 2018 года по предложению премьер-министра Армении Никола Пашиняна президент Армен Саркисян назначил Лилит Макунц министром культуры страны. На выборах 2018 года она была избрана от партии «Гражданский договор» в Национальное собрание Армении VII созыва и в январе 2019 года возглавила парламентскую фракцию «Мой шаг».
В августе 2021 года Макунц, не имеющая какого-либо дипломатического опыта, была назначена послом Армении в Соединённых Штатах Америки. Её назначение стало предметом критики как в самой Армении, так и среди армянской диаспоры в США.